# 강제집행 면탈죄
강제집행 면탈죄(強制執行免脫罪)는 강제집행을 면할 목적으로 재산을 은닉·손괴·허위양도 또는 허위의 채무를 부담하여 채권자를 해하는 대한민국 형법상의 범죄이다. 3년 이하의 징역이나 1천만원 이하의 벌금에 처한다.(제 327조) 민사상 사해행위 취소 소송의 대상이 되며 형사적 처벌도 받는다.

## 개요
본죄는 채권자의 채권보호에 중점을 두고 있으며 '강제집행'은 민사집행법 제 2편의 가압류와 가처분의 집행 등에 한한다(327조).
그러나 민사집행법 제 3편의 담보권에 의한 경매집행,국세징수법에 의한 체납처분  등의 경우에는 본죄의 성립을 인정하지 않는 것이 통설이다. 이때는 공무집행방해죄& 위계에 의한 공무집행방해죄(137조), 또는 공무상 표시무효죄, 경매입찰방해죄, 조세범처벌법 12조가 적용될 수 있을 뿐이다.
강제집행을 면할 목적이 있어야 하지만(목적범), 그 달성 여부는 불문한다. '재산'은 채무자 소유임을
전제로 동산·부동산뿐 아니라, 채권 기타 일체의 재산상의 권리를 말한다.
은닉·손괴·허위양도·허위채무부담행위에 의하여 채권자를 해할 우려 있는 상태가 발생(판례는 채권자를 해한 여부는 행위당시를 기준으로 판단한다)하면 족하며, 현실로 채권자를 해하였음을 요하지 않는다.

### 보호법익
본죄의 보호법익은 채무자의 재산에 대하여 객관적인 근거와 강제집행력이 인정되는, 즉 국가의 강제집행권이 "발동될 단계"에 있는 개별 채권자의 채권으로 보아야 한다.

## 은닉의 정의
강제집행면탈죄에서 은닉이라 함은 강제집행을 면탈할 목적으로 강제집행을 실시하는 자로 하여금 채무자의 재산을 발견하는 것을 불능 또는 곤란하게 만드는 것을 말하는 것으로서 진의에 의하여 재산을 양도하였다면 설령 그것이 강제집행을 면탈할 목적으로 이루어진 것으로서 채권자의 불이익을 초래하는 결과가 되었다고 하더라도 강제집행면탈죄의 허위양도 또는 은닉에는 해당하지 않는다.(2000도1447)

## 판례
- 형법 제327조의 강제집행면탈죄가 적용되는 강제집행은 민사집행법 제2편의 적용 대상인 ‘강제집행’ 또는 가압류․가처분 등의 집행을 가리키는 것이고, 민사집행법 제3편의 적용 대상인 ‘담보권 실행 등을 위한 경매’를 면탈할 목적으로 재산을 은닉하는 등의 행위는 위 죄의 규율 대상에 포함되지 않는다.[1]
- 채권자들에 의한 복수의 강제집행이 예상되는 경우 재산을 은닉 또는 허위양도함으로써 채권자들을 해하였다면 채권자별로 각각 강제집행면탈죄가 성립하고 상호 상상적 경합범의 관계에 있다.[2]

### 은닉행위
- 사업장의 유체동산에 대한 강제집행을 면탈할 목적으로 사업자 등록의 사업자 명의를 변경함이 없이 사업장에서 사용하는 금전등록기의 사업자 이름만을 변경한 경우에는 강제집행면탈죄에 있어서 재산의 은닉에 해당한다.[3]

- 수개의 회사 소유 자금을 지분 비율을 알 수 없는 상태로 구분없이 함께 보관하던 사람이 그 자금 중 일부를 횡령한 경우, 수개의 회사는 횡령된 자금에 대하여 지분 비율을 알 수 없는 공동 소유자의 지위에 있다고 할 것이니 수개의 회사는 모두 횡령죄의 피해자에 해당한다.
회사 대표가 계열회사들 소유 자금 중 일부를 임의로 빼돌려 자기 소유 자금과 구분없이 거주지 안방에 보관한 행위는 계열회사들에 대한 횡령행위의 일부를 구성하는 것일 뿐이고 나아가 이를 일률적으로 회사 대표 개인의 채권자들에 대한 강제집행면탈행위로서의 은닉행위로 평가할 수는 없다고 한 사례[4]

### 강제집행을 당할 구체적인 위험이 있어야 한다
- 후일 강제집행을 받을지도 모른다고 생각하여 강제집행을 면탈할 목적으로 자기의 유일한 부동산을 재산을 허위로 양도하였으나, 이러한 행위는 강제집행을 받을 위험이 있는 객관적 상태가 존재하지 않는 상황에서 행해졌으므로 강제집행면탈죄가 성립되지 않는다.[5]

- 강제집행면탈죄는 강제집행을 당할 구체적인 위험이 있는 상태에서 재산을 은닉, 손괴, 허위양도 또는 허위의 채무를 부담하여 채권자를 해할 때 성립된다 할 것이고, 여기서 집행을 당할 구체적인 위험이 있는 상태란 채권자가 이행청구의 소 또는 그 보전을 위한 가압류, 가처분신청을 제기하거나 제기할 태세를 보인 경우를 말한다.[6]

### 대상

##### 해당하지 않는 경우
압류금지채권의 목적물을 수령하는 데 사용하던 기존 예금계좌가 채권자에 의해 압류된 채무자가 압류되지 않은 다른 예금계좌를 통하여 그 목적물을 수령하는 경우, 강제집행면탈죄가 성립하는지 않는다.
- 강제집행면탈죄의 규율 대상에 ‘담보권 실행 등을 위한 경매’를 면탈할 목적으로 재산을 은닉하는 등의 행위가 포함되는지 않는다.[8]
- 토지소유자가 그 지상 건물 소유자에 대하여 건물철거 및 토지인도청구권을 갖는 경우, 허위채무로 위 건물에 근저당권설정등기를 경료한 건물소유자의 행위는 강제집행면탈죄를 구성하지 않는다.[9]

- 채무자가 가압류채권자의 지위에 있으면서 가압류집행해제를 신청함으로써 그 지위를 상실하는 행위는 형법 제327조에서 정한 '은닉, 손괴, 허위양도 또는 허위채무부담'등 강제집행면탈행위의 어느 유형에도 포함되지 않는 것이므로, 이러한 행위를 처벌대상으로 삼을 수 없다.[10]

- 가등기는 원래 순위보전의 효력밖에 없는 것이므로 그와 같이 각 가등기를 경료한 사실만으로는 피고인이 강제집행을 면탈할 목적으로 허위채무를 부담하여 채권자를 해한 것이라고 할 수 없다.[11]

- 명의신탁자는 그 매매계약에 의해서는 당해 부동산의 소유권을 취득하지 못하게 되어, 결국 그 부동산은 명의신탁자에 대한 강제집행이나 보전처분의 대상이 될 수 없다.[12]

- '보전처분 단계에서의 가압류채권자의 지위' 자체는 원칙적으로 민사집행법상 강제집행 또는 보전처분의 대상이 될 수 없어 강제집행면탈죄의 객체에 해당한다고 볼 수 없고, 이는 가압류채무자가 가압류해방금을 공탁한 경우에도 마찬가지이다.[13]

- 가압류 후에 목적물의 소유권을 취득한 제3취득자가 다른 사람에 대한 허위의 채무에 기하여 근저당권설정등기 등을 경료하더라도 이로써 가압류채권자의 법률상 지위에 어떤 영향을 미치지 않으므로, 강제집행면탈죄에 해당하지 아니한다.[14]

- 피고인이 타인에게 채무를 부담하고 있는 양 가장하는 방편으로 피고인 소유의 부동산들에 관하여 소유권이전청구권보전을 위한 가등기를 경료하여 주었다 하더라도 그와 같은 가등기는 원래 순위보전의 효력밖에 없는 것이므로 그와 같이 각 가등기를 경료한 사실만으로는 피고인이 강제집행을 면탈한 목적으로 허위채무를 부담하여 채권자를 해한 것이라고 할 수 없다[15].

##### 해당하는 경우
- 강제집행면탈죄에 있어서 재산에는 동산, 부동산뿐만 아니라 재산적 가치가 있어 민사소송법에 의한 강제집행 또는 보전처분이 가능한 특허 내지 실용신안 등을 받을 수 있는 권리도 포함된다.[16]

- 집행할 채권이 조건부 채권이라 하여도 그 채권자는 이를 피보전권리로 하여 보전처분을 함에는 법률상 아무런 장해도 없다 할 것이니 이와 같은 보전처분을 면할 목적으로 형법 제327조 소정의 행위를 한 이상 강제집행면탈죄는 성립되며 그 후 그 조건의 불성취로 채권이 소멸되었다 하여도 일단 성립한 범죄에는 영향을 미칠 수 없다.[17]

- 피고인이 강제집행을 면할 목적으로 허위채무를 부담하고 근저당권설정등기를 경료하여 줌으로써 채권자를 해하였다고 인정된다면 설혹 피고인이 그 근저당권이 설정된 부동산외에 약간의 다른 재산이 있더라도 강제집행면탈죄가 성립된다.[18]

- 담보목적의 가등기권자가 다른 채권자들의 강제집행을 불가능하게 할 목적으로 채무자와 공모하여 정확한 청산절차도 거치지 않은 채 의제자백판결을 통하여 본등기를 경료함과 동시에 가등기 이후에 경료된 가압류등기 등을 모두 직권말소하게 한 경우 강제집행면탈죄가 성립한다.[19]

- 재단법인의 이사장인 피고인이 강제집행을 면탈할 목적으로 재단법인에 대하여 채권을 가지는 양 가장하여 이를 타인에게 양도함으로써 재단법인으로 하여금 허위의 채무를 부담케 하고 이를 담보한다는 구실하에 재단법인 소유 토지를 그 타인에게 가등기 및 본등기를 경료케 한 경우 강제집행면탈죄에 해당한다.[20]

### 공소시효
- 강제집행면탈죄가 성립함과 동시에 그 범죄행위가 종료되어 공소시효가 진행한다.[21]

### 위험
- 허위양도한 부동산의 시가액보다 그 부동산에 의하여 담보된 채무액이 더 많다고 하여 그 허위양도로 인하여 채권자를 해할 위험이 없다고 할 수 없다.[22]

## 죄수
채권자들에 의한 수개의 가압류결정이 있는 경우 재산을 은닉함으로써 채권자들을 해한 경우에는 채권자별로 각각 강제집행면탈죄가 성립하고 이 죄들은 상상적 경합범이 된다.

## 같이 보기
- 사해행위
- 채권자취소권
- 권리행사방해죄
- 강제집행